# Harriet Hunt

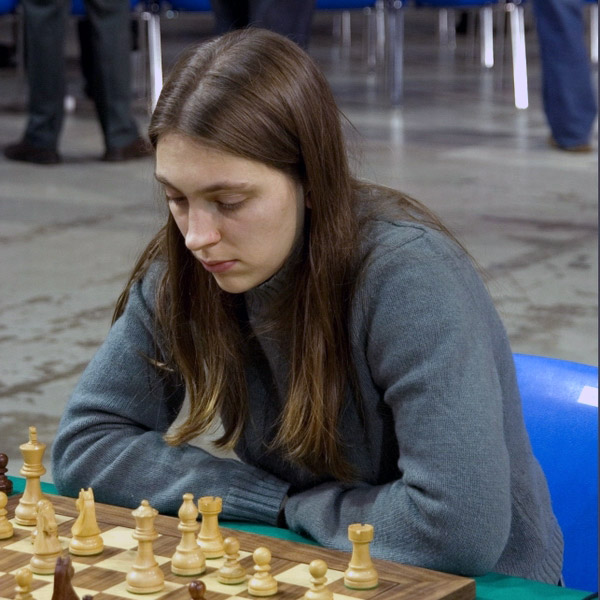
Harriet Hunt in 2006, in Warschau

Harriet Vaughan Hunt (Oxford, 4 februari 1978) is een Engelse schaakster. Ze is vijfvoudig Brits kampioen bij de dames. Haar vijfde overwinning was in oktober 2021, 22 jaar na haar vierde overwinning. In 1997 werd ze grootmeester bij de vrouwen (WGM). Sinds 1999 draagt ze de titel internationaal meester (IM).
In Cambridge is ze opgeleid als plantwetenschapper, ze is als onderzoekster werkzaam bij Kew Gardens.

## Schaakcarrière
Tussen 1989 en 1991 won Hunt vijf Britse juniorentitels. In 1991 werd ze gedeeld winnaar van de Britse juniorentitel in de open ("jongens") categorie tot 14 jaar.
Op 16-jarige leeftijd nam ze voor het eerst met het Engelse vrouwenteam deel aan de Schaakolympiade. Ze behaalde hierbij een remise tegen de latere wereldkampioene Antoaneta Stefanova.
Op het wereldkampioenschap schaken voor jeugd werd ze in 1992 in Duisburg derde in de categorie tot 14 jaar en in 1996 in Cala Galdana tweede in de categorie tot 18 jaar.
Tussen 1995 en 1999 was ze vier keer vrouwenkampioen van Groot-Brittannië. Ze won deze titel opnieuw in 2021.
In 1997 won ze in Żagań het wereldkampioenschap schaken voor junioren bij de meisjes, aan het einde van een tussenjaar na haar schoolperiode en voor haar studie plantwetenschappen aan de Cambridge University. In Pula in 1997, inmiddels was ze internationaal meester bij de vrouwen (WIM), behaalde ze 5 pt. uit 7 aan het 2e bord op het Europees kampioenschap schaken voor landenteams, het Engelse vrouwenteam eindigde als derde. In 1997 ontving Hunt ook een invitatie van Johan Zwanepol om deel te nemen aan het open GM-toernooi in Groningen. Zwanepol was arbiter geweest bij haar overwinning in Zagan en was geïnteresseerd in haar verdere vorderingen. Ze behaalde 6 pt. uit 11 in een sterk bezet toernooi met meer dan 30 grootmeesters, waaronder Michail Goerevitsj, Jaan Ehlvest, Tony Miles, Liviu Dieter Nisipeanu, Suat Atalık en Sergej Tiviakov.
In 1999 werd Hunt WGM en speelde aan het eerste bord op het EK schaken voor landenteams in Batoemi, waarbij ze met 7 pt. uit 9 een individuele gouden medaille won.
In 2000 studeerde ze af met een B.A. aan het St. John's College in de Universiteit van Cambridge. Ze begon vervolgens te werken aan een promotie-onderzoek in Cambridge, in de specialisatie archaeogenetics, een aan haar afstudeeronderzoek gerelateerd onderwerp.
In juli 2000 bereikte ze met schaken een Elo-rating van 2454, waarmee ze op de wereldranglijst van vrouwen de 16e plaats bereikte. In 2001 nam ze opnieuw met het Engelse vrouwenteam deel aan het EK landenteams, in León, waar het team de derde plaats veroverde.
Op de Schaakolympiade 2004 in Calvià behaalde ze 9.5 pt. uit 13, met de rating performance 2558, waarbij ze haar partij won tegen Humpy Koneru.
Ook op toernooien voor individuele schakers behaalde ze goede resultaten, onder meer op internationale toernooien in Londen (Agency), Cappelle-la-Grande, Berlijn (zomerfestival), Stockholm (Rilton Cup) en Hastings. Op deze toernooien behaalde regelmatig vergelijkbare resultaten als mannelijke GMs en zo nu en dan overtrof ze een GM.
Hunt was lid van het team van Cambridge op de jaarlijkse Varsity (Oxford versus Cambridge) match – historisch de langst bestaande serie matches ter wereld. Op de millennium-match deed ze mee aan een set-up tussen meisjes, waarbij ze speelde tegen voormalig wereldkampioen bij de meisjes, in de categorie tot 18 jaar, Ruth Sheldon. Oorspronkelijk was de partij ingedeeld aan het tweede bord, maar deze werd "opgehoogd" naar het eerste bord, waardoor de match meer publiciteit kreeg. Hun onderlinge partij eindigde na harde strijd in een remise, maar Cambridge wist de match nipt te winnen.
In de reguliere competitie tussen universiteitenteams kwam ze uit voor het Jesus College (Cambridge) in de hoogste studentenklasse. In seizoen 2005/06 werd het team gedeeld eerste, waarbij uitsluitend verloren werd tegen het Emmanuel College (Cambridge), en Hunt scoorde 100% aan het eerste bord. In de nationale Britse competitie voor verenigingen speelde ze in de 4NCL, voor Betsson.com in de seizoenen 2006/07 en 2007/08, en later voor Pride and Prejudice. In Duitsland speelde ze in de competitie voor vrouwenteams.
Na het afronden van haar universitaire promotie-onderzoek, trad Harriet Hunt in dienst bij de Cambridge University waar ze ging werken als onderzoeker aan het "McDonald Institute of Archaeological Research", en later bij Kew Gardens. Hoewel ze minder actief is in het schaken, heeft ze een hoge Elo-rating, en behoudt ze haar status als top-speelster bij de Engelse vrouwen, en bevindt ze zich in de top 50 van de wereldranglijst van vrouwelijke schakers.
In 2008, nam ze deel aan het Stockholm Ladies Open, gehouden in Täby. Hier behaalde ze 6½ pt. uit 9, een half punt minder dan de winnaar Anna Moezytsjoek, die ze versloeg in de onderlinge partij in ronde 6.
In januari 2009 was haar Elo-rating 2463.
In november 2012 was ze de 40e vrouw op de FIDE-Wereldranglijst.

## Familie
Harriet Hunt heeft twee jongere broers, Adam, eveneens een internationaal meester in het schaken en Laurence, een cognitieve neurowetenschapper.

## Externe koppelingen
- (en)   Informatie over schaakpartijen van Harriet Hunt op ChessGames.com
- (en)   Informatie over schaakpartijen van Harriet Hunt op 365chess.com
- (en)  FIDE-ratinggegevens voor Harriet Hunt